# آنتسیرابه ساهاتانی
آنتسیرابه ساهاتانی (به لاتین: Antsirabe Sahatany) یک منطقهٔ مسکونی در ماداگاسکار است که در ماروآنت‌سترا واقع شده‌است. آنتسیرابه ساهاتانی ۱۱٬۰۰۰ نفر جمعیت دارد و ۱٬۰۶۴ متر بالاتر از سطح دریا واقع شده‌است.